# Parafia św. Wojciecha w Zagrobie
Parafia pw. św. Wojciecha w Zagrobie – rzymskokatolicka parafia należąca do dekanatu bielskiego, diecezji płockiej, metropolii warszawskiej. Erygowana w 1364 roku (istnieją przypuszczenia, że erygowanie parafii mogło nastąpić już w XI  stuleciu).

## Miejsca święte

### Kościół parafialny
Obecny kościół został wybudowany w latach 1916–1922 według projektu architekta Zdzisława Kalinowskiego. Drewniany poprzednik zbudowany w 1791 r. spłonął w 1914 roku.